# لوسیو لارا
لوسیو لارا (انگلیسی: Lúcio Lara; زاده ۹ آوریل ۱۹۲۹ – درگذشته ۲۷ فوریهٔ ۲۰۱۶) دبیرکل اهل آنگولا بود. وی از ۱۱ سپتامبر ۱۹۷۹ تا ۲۰ سپتامبر ۱۹۷۹ رئیس‌جمهور آنگولا بود.
لوسیو لارا در ۲۷ فوریه ۲۰۱۶، در سن ۸۶ سالگی درگذشت.